# Leptidea amurensis
Leptidea amurensis is een vlindersoort uit de familie van de Pieridae (witjes), onderfamilie Dismorphiinae.
Leptidea amurensis werd in 1858 beschreven door Ménétriés.